# Apinagia corymbosa
Apinagia corymbosa là một loài thực vật có hoa trong họ Podostemaceae. Loài này được (Tul.) Engl. mô tả khoa học đầu tiên năm 1930.